# Morissen
Morissen est une localité et une ancienne commune suisse du canton des Grisons, située dans la région de Surselva.

## Histoire
Le 1er janvier 2013, la commune a fusionné avec Degen, Lumbrein, Cumbel, Suraua, Vignogn, Vella et Vrin pour former la nouvelle commune de Lumnezia.